# Milà-Sanremo 1957
La Milà-Sanremo 1957 fou la 48a edició de la Milà-Sanremo. La cursa es disputà el 19 de març de 1957 i va ser guanyada pel català Miquel Poblet, que s'imposà a l'esprint als seus sis companys d'escapada en la meta de Sanremo.
223 ciclistes hi van prendre part, acabant la cursa 147 d'ells.

## Classificació final
|    | Ciclista            | Equip               | Temps      |
| -- | ------------------- | ------------------- | ---------- |
| 1  | Miquel Poblet       | Ignis-Doniselli     | 6h 55' 41" |
| 2  | Alfred de Bruyne    | Carpano-Coppi       | m. t.      |
| 3  | Brian Robinson      | Saint-Raphael       | m. t.      |
| 4  | Julien Schepens     | Mercier             | m. t.      |
| 5  | Joseph Planckaert   | Peugeot-BP          | m. t.      |
| 6  | Nicolas Barone      | Saint-Raphael       | m. t.      |
| 7  | Nino Defilippis     | Bianchi             | + 24"      |
| 8  | Rik van Steenbergen | Elvé-Peugeot-Marvan | m. t.      |
| 9  | Guido Messina       | Asborno-Frejus      | m. t.      |
| 10 | Dino Bruni          | Bianchi             | m. t.      |